# Luka Vidmar
Luka Vidmar (* 17. Mai 1986 in Ljubljana, SR Slowenien) ist ein slowenischer Eishockeyspieler, der seit 2020 erneut beim HK Olimpija aus seiner Geburtsstadt spielt.

## Karriere
Luka Vidmar begann seine Karriere beim HDD Olimpija Ljubljana. Bereits als 16-Jähriger debütierte er für Olimpija in der slowenischen Liga, die er mit dem Klub aus seiner Heimatstadt 2003 und 2004 gewinnen konnte. 2005 wechselte er für neun Jahre in die Vereinigten Staaten. Zunächst spielte er zwei Jahre für Chicago Steel aus der United States Hockey League. Während seiner Studienzeit an der University of Alaska Anchorage spielte er von 2007 bis 2011 für deren Eishockeyteam, die Anchorage Sewolfes in der Western Collegiate Hockey Association, die zur Division I der National Collegiate Athletic Association gehört. 2009, 2010 und 2011 wurde er in das All-Academic-Team der Conference gewählt. Von 2011 bis 2014 spielte er in der ECHL bei den Las Vegas Wranglers, den Colorado Eagles und den South Carolina Stingrays. Während seiner Zeit bei den Stingrays kam er auch zu sechs Einsätzen für die Rochester Americans in der höherklassigen American Hockey League. 2014 kam Vidmar nach Europa zurück und spielte zunächst für den BK Mladá Boleslav in der tschechischen Extraliga. 2015/16 stand er bei Stjernen Hockey in der norwegischen GET-ligaen auf dem Eis und 2016/17 bei den Frederikshavn White Hawks aus der dänischen Metal Ligaen. Anschließend wechselte er zu Alba Volán Székesfehérvár in die Österreichische Eishockey-Liga, für den er bis zum Ende der Saison 2017/18 18 Scorerpunkte erzielte. 2018/19 stand er wieder beim HK Olimpija auf dem Eis, mit dem er sowohl die Alps Hockey League, als auch die slowenische Meisterschaft gewann.
Ab November 2019 spielte Vidmar kurzzeitig beim HC Bozen in der Österreichischen Eishockey-Liga, ehe er im Januar 2020 zu SønderjyskE Ishockey wechselte. Seit 2020 spielt er wieder für den HK Olimpija und konnte mit ihm 2021 erneut die Alps Hockey League gewinnen.

### International

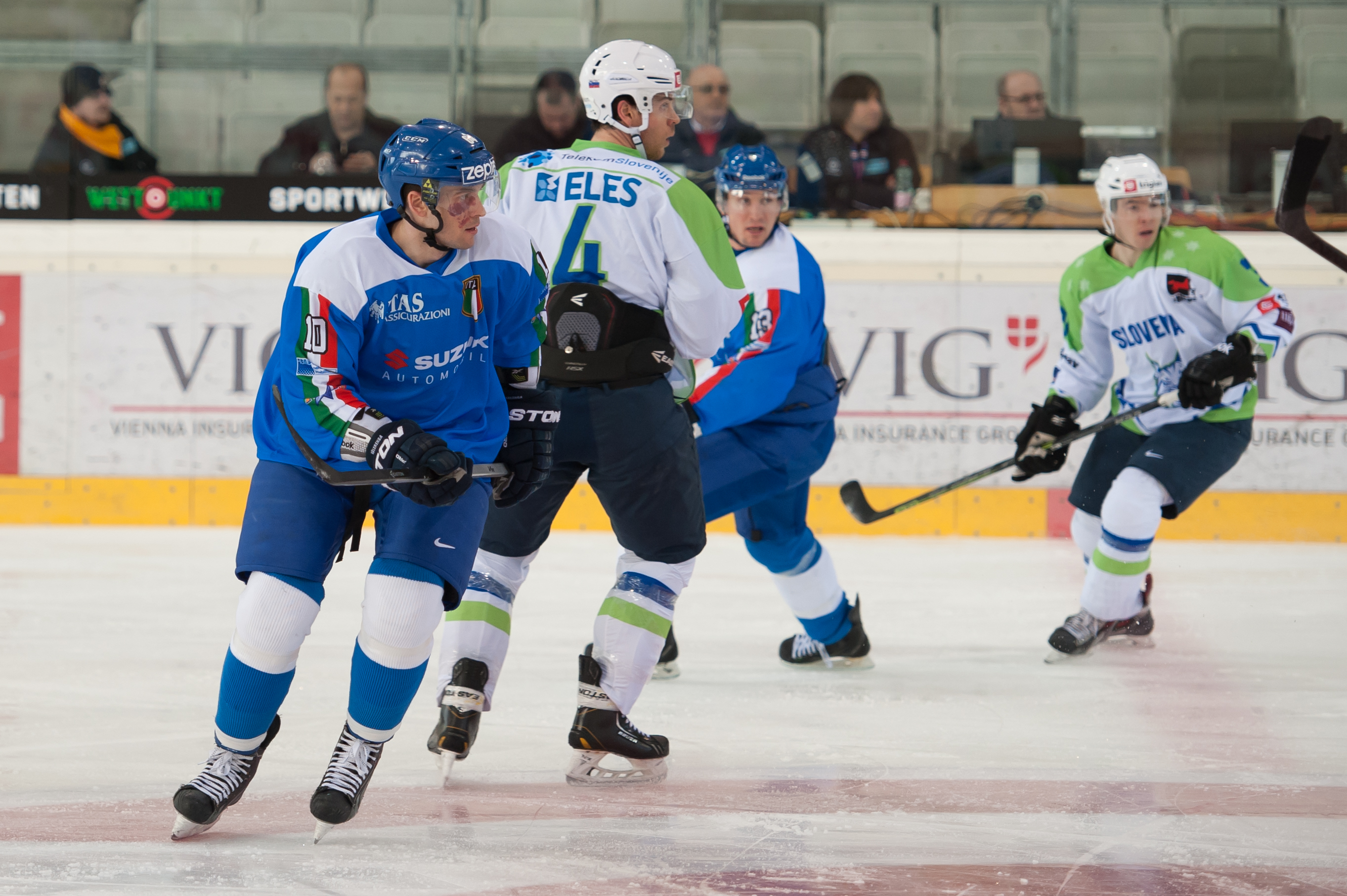
Luka Vidmar (Bildmitte, #4) im Februar 2015

Luka Vidmar nahm für Slowenien im Juniorenbereich an den U18-Weltmeisterschaften der Division I 2003 und 2004 sowie den U20-Weltmeisterschaften der Division I 2005 und 2006 teil.
Mit der slowenischen Herren-Nationalmannschaft spielte er bei den Weltmeisterschaften der Division I 2010, 2016 und 2018 sowie der Top-Division 2015 und 2017. Außerdem vertrat er seine Farben bei der Qualifikation für die Olympischen Winterspiele 2018 und bei den Winterspielen in Pyeongchang selbst.

## Erfolge und Auszeichnungen
- 2003 Slowenischer Meister mit HDD Olimpija Ljubljana
- 2004 Slowenischer Meister mit HDD Olimpija Ljubljana
- 2009 All-Academic-Team der Western Collegiate Hockey Association
- 2010 All-Academic-Team der Western Collegiate Hockey Association
- 2010 Aufstieg in die Top-Division bei der Weltmeisterschaft der Division I, Gruppe B
- 2011 All-Academic-Team der Western Collegiate Hockey Association
- 2016 Aufstieg in die Top-Division bei der Weltmeisterschaft der Division I, Gruppe A
- 2019 Slowenischer Meister und Gewinn der Alps Hockey League mit HK Olimpija
- 2021 Gewinn der  Alps Hockey League mit HK Olimpija

## Karrierestatistik

### International
(Legende zur Spielerstatistik: Sp oder GP = absolvierte Spiele; T oder G = erzielte Tore; V oder A = erzielte Assists; Pkt oder Pts = erzielte Scorerpunkte; SM oder PIM = erhaltene Strafminuten; +/− = Plus/Minus-Bilanz; PP = erzielte Überzahltore; SH = erzielte Unterzahltore; GW = erzielte Siegtore; 1 Play-downs/Relegation; Kursiv: Statistik nicht vollständig)